# Folleville (Eure)
Folleville település Franciaországban, Eure megyében. Lakosainak száma 192 fő (2022. január 1.). Folleville Barville, Bazoques, Boissy-Lamberville, Courbépine, Duranville, Le Favril és Saint-Aubin-de-Scellon községekkel határos.

## Népesség
A település népességének változása:
| Lakosok száma | 230  | 193  | 181  | 182  | 216  | 206  | 199  | 197  | 195  | 192  |
|               | 1968 | 1982 | 1990 | 2006 | 2013 | 2015 | 2017 | 2019 | 2020 | 2022 |